# Conti di Barcellona
Il titolo di conte sovrano di Barcellona, ora estinto, per buona parte della sua storia è stato associato a quello di re di Aragona (vedi anche Sovrani d'Aragona), ma in precedenza si riferiva al conte con sovranità sulla città e sulle campagne circostanti. Si trattava di una creazione carolingia. Dopo che Carlo Magno aveva conquistato una striscia di Iberia a nord del fiume Ebro, questa fu inevitabilmente divisa in contee, con un conte (solitamente detentore di diverse contee) che veniva nominato margravio della Marca di Spagna. Questi margravi erano spesso i Conte di Barcellona, che ottennero quindi una certa supremazia de facto sugli altri conti, in virtù del loro possesso di diverse contee della regione.
I conti, come molti vassalli dell'Impero Carolingio, tentarono di stabilire delle proprie dinastie ereditarie sulle province loro assegnate, e in questo i conti di Barcellona ebbero molto successo; al punto che, all'inizio del secondo millennio, essi riconoscevano la sovranità della Navarra e, nel 1258, con il Trattato di Corbeil, il re di Francia cedette la sua autorità feudale al re di Aragona. Barcellona lasciò così il Regno di Francia, completando il processo di decentralizzazione, localizzazione e subinfeudazione che non era riuscito a separare altre grandi province, eccetto, de facto, le Fiandre.

## Conti nominati di Barcellona: vassalli dei Franchi
Nominati dal Sacro Romano Imperatore, allora Re dei Franchi, del quale erano feudatari.
- Berà (801-820)
- Rampò (820-826)
- Bernardo di Settimania, primo regno (826-832)[1]
- Berengario il Saggio (832-835)
- Bernardo di Settimania, secondo regno (836-844)[1]
- Sunifredo I (844-848), coadiuvato dal fratello Sunyer[1][2]
- Guglielmo di Settimania (848-850)[1]
- Alerano e Isembardo (850-852)
- Odalrico (852-858)
- Unifredo (858-864)
- Bernardo di Gotia (865-878)
- Goffredo il Villoso o l'Irsuto (878-897)[1][2]

## Conti ereditari di Barcellona: vassalli dei Franchi
Con l'ascesa di Goffredo l'Irsuto, la contea divenne possesso ereditario de facto, se non per legge, del Casato di Barcellona, anche se rimase la connessione con il Regno dei Franchi Occidentali. 
- Borrell I o Goffredo II Borrell (897-911)
- Sunyer I o Sunifredo II (911-948)

 Conti ereditari di Barcellona: indipendenza di fatto 
Dal 985, quando il re Lotario di Francia ignorò le richieste di aiuto barcellonesi contro i Saraceni, Barcellona cessò di dipendere dalla Francia per la sua sicurezza, e iniziò a guardarsi attorno in cerca di sovrani di valore. Nel 987, la dinastia carolingia ebbe fine, ma il conte non riconobbe Ugo Capeto e la sua nuova dinastia. Nel 1018, il conte fu costretto a riconoscere la sovranità di Sancho il Grande di Navarra, ma ciò sembra non aver avuto effetto dopo la morte di Sancho nel 1035.
- Mirò I (948-966) e Borrell II (948-966)
- Borrell II (966-993)[3]
- Raimondo Borrell III (993-1018)
- Ermesinda di Carcassonne (993-1021)[4]
- Berengario Raimondo I lo Storpio (1021-1035)
- Ermesinda di Carcassonne (1035-1039)[5]
- Raimondo Berengario I il Vecchio (1039-1076)
- Almodis de La Marche (1052-1071)[6]
- Raimondo Berengario II Testa di Stoppia (1076-1082)
- Berengario Raimondo II il Fratricida (1076-1097)[7]
- Raimondo Berengario III[8] il Grande (1082-1131)
- Raimondo Berengario IV il Giovane o il Santo (1131-1162)

 Conti di Barcellona: all'interno della Corona di Aragona 
Raimondo Berengario IV sposò l'erede al trono d'Aragona Petronilla, stabilendo così l'unione dinastica con Aragona, e prendendo il titolo di Principe di Aragona. Alla sua morte, Petronilla abdicò in favore del figlio Alfonso. Barcellona e l'Aragona divennero quindi unite ed ebbe inizio la Corona di Aragona.
- Alfonso I[10] il Casto o il Trovatore (1162-1196)
- Pietro I[11] il Cattolico (1196-1213)

Nel 1228, Giacomo il Conquistatore prese le Isole Baleari e il titolo di Re di Maiorca. Nel 1238, invece, prese la città di Valencia e con essa il titolo di Re di Valencia. Nel 1258, con il Trattato di Corbeil, Re Luigi IX di Francia rinunciò alle sue pretese di autorità feudale, come discendente di Carlo Magno, sui territori catalani che facevano parte della Marca di Spagna, cioè la contea di Barcellona, oltre alle altre contee della Catalogna, e la contea di Rossiglione. Giacomo, come contropartita, pose fine alle sue pretese sull'Occitania, territorio appartenuto agli antichi conti di Barcellona e alla contea di Tolosa, mantenendo solo la signoria di Montpellier che aveva ereditato dalla madre. Nel 1282, con la pace di Caltabellotta, conseguenza della Guerra del Vespro, Pietro il Grande ottenne il titolo di Rex Siciliae ultra Pharum (Re di Trinacria). Nel 1295, con il trattato di Anagni, suo figlio Giacomo il Giusto ottenne il titolo di Rex Sardiniae et Corsicae (Re di Sardegna e Corsica), in cambio della rinuncia al Regno di Trinacria. Tuttavia i siciliani non accettarono il trattato e lo deposero, eleggendo come proprio re il fratello Federico, che fondò una linea cadetta del Casato di Barcellona.
- Giacomo I il Conquistatore (1213-1276)
- Pietro II il Grande (1276-1285)[12]
- Alfonso II il Liberale o il Generoso (1285-1291)[13]
- Giacomo II il Giusto (1291-1327)
- Alfonso III il Benigno (1327-1336)[14]
- Pietro III il Cerimonioso o del Pugnale (1336-1387)[15]
- Giovanni I il Cacciatore, l'Intrepido, o l'Amante dell'Eleganza (1387-1396)
- Martino I l'Umano o l'Ecclesiastico (1396-1410)

Nel 1409, Martino ereditò dal figlio, morto senza eredi legittimi, il Regno di Sicilia e lo unì alla Corona di Aragona. Quando Martino, ultimo discendente del Casato di Barcellona a governare, si spense senza lasciare eredi legittimi, i magnati dei differenti reami della Corona negoziarono per due anni l'elezione del nuovo, fino al Compromesso di Caspe che diede il trono al rampollo castigliano Ferdinando di Antequera. Iniziò così il regno del Casato di Trastámara sulla Corona d'Aragona. Nel 1442, Alfonso d'Aragona conquistò il Regno di Napoli, che venne così aggiunto alla corona d'Aragona, e assunse il titolo di Rex utriusque Siciliae (Re di entrambe le Sicilie).
- Ferdinando I di Antequera (1412-1416)
- Alfonso IV il Magnanimo o il Saggio o il Giusto (1416-1458)[16]
- Giovanni II (1458-1479), titolo conteso per gran parte di quel periodo nella Guerra civile catalana (1462-1472)

 Conti di Barcellona durante la guerra contro Giovanni II 
nessuno di questi regnò su Valencia, che rimase sotto il controllo di Giovanni II
- Enrico I di Castiglia (1462-1463)
- Pietro IV d'Aviz (1463-1466)
- Renato I di Angiò il Buono

## Conti di Barcellona: e anche re di Spagna
Con Ferdinando "il Cattolico" la Corona d'Aragona si unì alla Corona di Castiglia di Isabella I di Castiglia, unificando la sovranità dei due regni (Regno di Aragona e Castiglia,ma non le rispettive strutture politiche), preludio del futuro regno di Spagna, a cui mancava ancora il regno di Granada e quello di Navarra.
- Ferdinando II il Cattolico (1479-1516)[17] marito di Isabella I di Castiglia, nel 1492 conquistò Granada e nel 1512 invase e occupò la parte del Regno di Navarra a sud dei Pirenei.
- Giovanna I la Pazza (1516-1555)

La dinastia degli Asburgo (chiamata anche Casa d'Austria) cominciò con l'ascesa di Carlo I.
 Re della Casa d'Austria 
- Carlo I (Carlo I di Spagna; Carlo V d'Asburgo) (1555-1556)
- Filippo I (Filippo II di Spagna) (1556-1598)
- Filippo II (Filippo III di Spagna) (1598-1621)
- Filippo III (Filippo IV di Spagna) (1621-1641, prima volta - 1652-1665 seconda volta)
- Carlo II (Carlo II di Spagna) (1665-1700),morì senza eredi, fine della dinastia degli Asburgo.

 Conti di Barcellona durante la sollevazione della Catalogna 
Tutti della dinastia dei Borbone, nessuno di questi regnò su Valencia, che rimase sotto il controllo di Filippo IV di Spagna.
- Luigi XIII di Francia (1641-1643)
- Luigi XIV di Francia (1643-1652)

 Conti di Barcellona durante la Guerra di successione spagnola 
- Filippo IV (Filippo V di Spagna) (1700-1705), della Casa dei Borbone
- Arciduca Carlo d'Austria, della Casa d'Austria, si fece inizialmente chiamare Carlo III d'Aragona e Castiglia (da non confondere con Carlo III di Spagna) (1705-1714),poi si fece chiamare ufficialmente Carlo VI d'Austria; la confederazione Catalano-Aragonese venne occupata e annessa dalla Spagna.

La Corona di Aragona (e per definizione la sua componente di Conte di Barcellona) venne unita ufficialmente con gli altri reami che erano stati governati da un monarca comune da oltre due secoli e mezzo, per creare formalmente la Spagna. Da questo momento non ci sono più monarchi della Corona Aragonese e quindi nemmeno Conti di Barcellona. Il titolo di Conte Sovrano di Barcellona diventa semplicemente uno dei tanti titoli ereditari della monarchia spagnola.
 Conti di Barcellona nel XX secolo 
Durante la dittatura di Francisco Franco, l'erede in esilio al trono spagnolo, Giovanni di Borbone-Spagna, usò il titolo di conte di Barcellona. Questa sembra essere stata intesa come una mezza misura, pretendere un titolo che era storicamente reale, ma fermarsi a un passo dal pretendere di essere l'attuale re di Spagna. Con la restaurazione della monarchia spagnola nel 1947, Giovanni di Borbone-Spagna cedette il passo come possibile re al figlio Juan Carlos; il figlio gli concesse ufficialmente il titolo di conte di Barcellona nel 1978, e lo detenne fino alla morte avvenuta nel 1993. Il titolo tornò quindi a re Juan Carlos, anche se sua madre Maria Mercedes di Borbone-Due Sicilie usò il titolo di Contessa di Barcellona fino alla sua improvvisa morte, nel 2000.